# Jürgen Pohlmann
Jürgen Pohlmann (* 29. Dezember 1953 in Bremen) ist ein ehemaliger DKP-Funktionär, Politiker der SPD und war Abgeordneter der Bremischen Bürgerschaft.

## Biografie

### Familie, Ausbildung und Beruf
Pohlmann absolvierte eine Realschule. Es folgte eine Maschinenschlosserlehre. Später war er als Maschinenbaumeister und Baustellenleiter tätig.
Pohlmann ist verheiratet, hat ein Kind und wohnt in Bremen-Walle.

### Politik
Bis 1990 war Pohlmann Vorstandsmitglied im Landesverband Bremen der Deutschen Kommunistischen Partei (DKP) und dort als Organisationssekretär zuständig für Parteistrukturen, Kontakte, Mitgliederverwaltung und Ordnertrupps.
Er trat Anfang der 1990er Jahre in die SPD ein, war von 1995 bis 2006 Mitglied in deren Bremer Landesvorstand und ist seit 1995 Vorsitzender des SPD-Ortsvereins Walle.
Von 1999 bis 2019 war er Abgeordneter in der Bürgerschaft.

Er war vertreten im
Ausschuss für Bürgerbeteiligung, bürgerschaftliches Engagement und Beiräte (Stadt),
Betriebsausschuss „Umweltbetrieb Bremen“,
Betriebsausschuss KiTa Bremen,
Landesbeirat für Sport,
Petitionsausschuss (Land und Stadt),
Sondervermögensausschuss Infrastruktur der Stadtgemeinde Bremen
sowie in der
staatlichen und städtischen Deputation für Umwelt, Bau, Verkehr, Stadtentwicklung und Energie.
Seit 2011 war er im Vorstand der SPD-Fraktion.
Er ist baupolitischer Sprecher der SPD-Fraktion.
Im März 2011 gewann Pohlmann vor der Pressekammer des Landgerichts Hamburg eine Unterlassungsklage gegen Radio Bremen, das 2009 behauptet hatte, dass er Verbindungen zur stasigesteuerten DKP-Militärorganisation Gruppe Ralf Forster gehabt habe.

### Weitere Mitgliedschaften
- Pohlmann ist Mitglied im Stiftungsrat Wohnliche Stadt.
- Aufsichtsratsmitglied der GEWOBA und der Bremer Weser-Stadion GmbH.
- Mitglied der IG Metall.